# Axopora
Axopora is een uitgestorven geslacht van neteldieren uit de familie van de Axoporidae.

## Soorten
- Axopora arborea Keferstein, 1859 †
- Axopora cleithrideum (Squires, 1958) †
- Axopora kolosvaryi (Boschma, 1954) †
- Axopora parisiensis (Michelin, 1844) †
- Axopora pyriformis (Michelin, 1844) †
- Axopora solanderi (Defrance, 1826) †